# Harling
Harling – wieś w Anglii, w hrabstwie Norfolk, w dystrykcie Breckland. Leży 33 km na południowy zachód od Norwich i 127 km na północny wschód od Londynu.
W 2001 miejscowość liczyła 2201 mieszkańców.